# نریمانوو
نریمانوو (به لاتین: Narimanovo) یک منطقهٔ مسکونی در روسیه است که در استان آستراخان واقع شده‌است.